# Cantherhines dumerilii
Cantherhines dumerilii es una especie de peces de la familia Monacanthidae en el orden de los Tetraodontiformes.

## Morfología
Los machos pueden llegar alcanzar los 38 cm de longitud total.
- Presenta dimorfismo sexual.[1][2]

## Alimentación
Come corals, algas,  esponjas de mar,  erizos de mar y moluscos.

## Hábitat
Es un pez de mar de clima tropical y asociado a los  arrecifes de coral que vive entre 6-35 m de profundidad.

## Distribución geográfica
Se encuentra desde el África Oriental hasta la Polinesia Francesa, el Japón y Hawái. También está presente desde México hasta Colombia.

## Observaciones
Es inofensivo para los humanos.